# Saint-Martin-en-Bresse
 Saint-Martin-en-Bresse  es una población y comuna francesa, en la región de Borgoña, departamento de Saona y Loira, en el distrito de Chalon-sur-Saône. Es el chef-lieu y mayor población del cantón de Saint-Martin-en-Bresse.

## Demografía
| 1234 | 1125 | 1089 | 1284 | 1603 | 1639 |
| Para los censos de 1962 a 1999 la población legal corresponde a la población sin duplicidades (Fuente: INSEE [Consultar]) |      |      |      |      |      |